# Дмитров
Дмитров (на руски: Дми́тров) е град в Русия, административен център на Дмитровски район, Московска област. Населението му през 2010 година е 63 275 души.

## География
Градът се намира на 65 километра северно от Москва, разположен на река Яхрома и Московския канал, на 179 метра надморска височина.

## История
Дмитров е основан от Юрий Дългоръки през 1154 г. дълбоко в горите на мястото, където се ражда най-малкият му син Всеволод. Наречен е на името на Свети Димитър – светеца-покровител на Всеволод.
През 13 век Дмитров се намира на мястото, където се срещат границите на княжествата на Москва, Твер и Переславъл Залески, като самият град принадлежи на князете на Галич Мерски, разположен далеч на север. През 1364 г. е завладян от Московското княжество, чиито първи владетели го дават като апанаж на по-малките си синове и така градът става столица на малко княжество.
Дмитров достига най-големия си разцвет при управлението на Юрий Иванович (1503-1533), син на великия княз Иван III. През този период е построена църквата „Успение Богородично“, както и по-малката църква в Борисоглебския манастир. След смъртта на Юрий градът е получен от брат му Андрей Старицки. През 1569 г. Иван IV Грозни го отнема от Владимир Старицки и градът е присъединен е към опричнината, след което запада. В началото на 17 век е разграбен от полските войски.
През 1812 г. Дмитров за кратко е завладян от армията на Наполеон Бонапарт. Там прекарва последните години от живота си анархистът Пьотър Кропоткин (1921). През 1941 г. германските войски са спрени в покрайнините на града и не успяват да го превземат.
През 2005 г. Дмитров печели национален конкурс за най-добре управляван град в Русия.

## Личности
- Родени в Дмитров
  - Всеволод III Голямото гнездо (1154-1212), велик княз на Киев и Владимир-Суздал
- Починали в Дмитров
  - Пьотр Кропоткин (1842-1921), руски учен и теоретик на анархизма